# Elymus ciliaris
Elymus ciliaris är en gräsart som först beskrevs av Carl Bernhard von Trinius, och fick sitt nu gällande namn av Nikolai Nikolaievich Tzvelev. Elymus ciliaris ingår i släktet elmar, och familjen gräs. Inga underarter finns listade i Catalogue of Life.